# Okapi Forum
Het Okapi Forum is de thuishaven van de Belgische basketbalclub Okapi Aalst, die in de BNXT League actief is. Ze is gelegen aan de Albrechtlaan in Aalst en heeft een capaciteit van 2.800 plaatsen. De zaal wordt ook gebruikt voor optredens van muziekartiesten.

## Historie
Het Forum werd in 1992 in gebruik genomen door Okapi Aalstar en kende verschillende verbouwingen (voornamelijk om de capaciteit te vergroten). In 2012 kwamen er twee hoektribunes bij met in totaal 156 zitjes.